# David Freese
David Richard Freese (* 28. April 1983 in Corpus Christi, Texas) ist ein US-amerikanischer Baseballspieler der Los Angeles Dodgers in der Major League Baseball (MLB). Freese spielt an der dritten Base („Third Baseman“), gewann mit den St. Louis Cardinals die World Series 2011 und wurde mit dem World Series MVP Award der Finalserie ausgezeichnet. Zur Spielzeit 2014 wechselte er zu den Los Angeles Angels of Anaheim, seit der Spielzeit 2018 ist er in Los Angeles für die Dodgers aktiv.

## Karriere

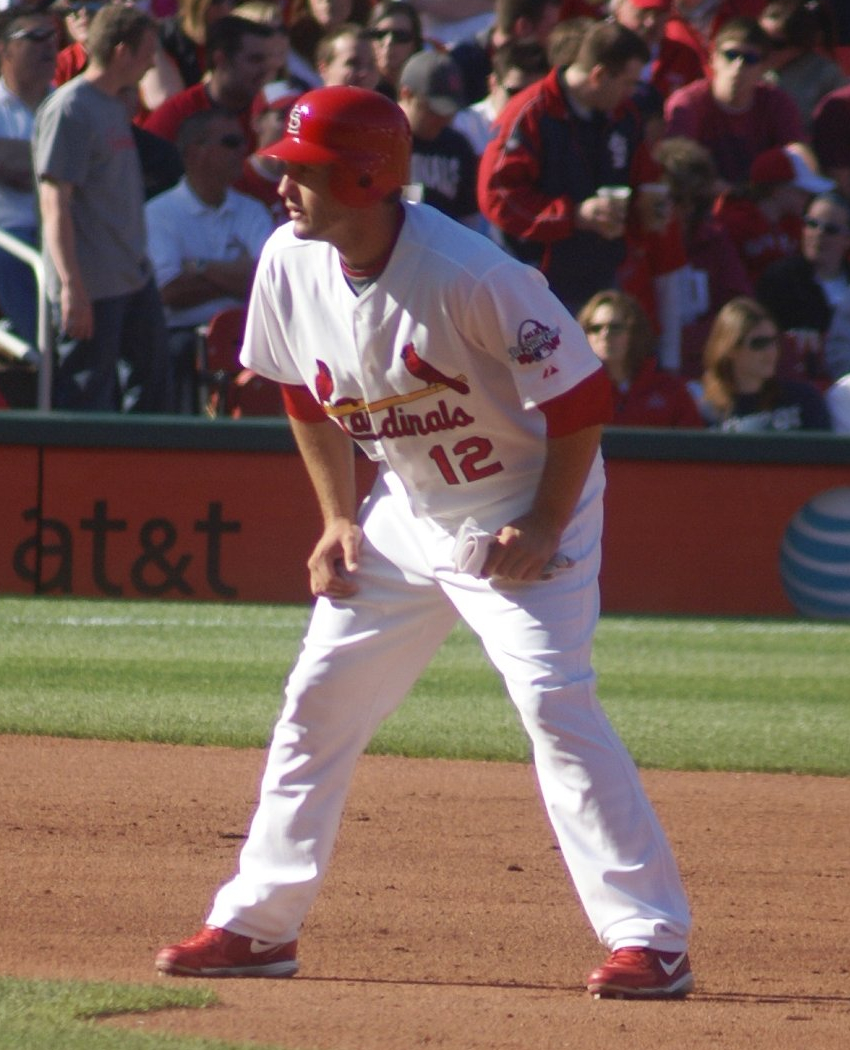
David Freese (2009)

Freese (sprich: „Friess“) wuchs in St. Louis auf und war in seiner Collegezeit an der University of Missouri ein talentierter Shortstop für das lokale Baseballteam, den Tigers. Beim MLB Draft 2006 wurde er von den San Diego Padres an 273. Stelle verpflichtet, absolvierte aber ausschließlich Spiele in niederklassigen Farmteams. Vor Beginn der MLB-Saison 2009 wurde er an die St. Louis Cardinals vom vielfachen All-Star Albert Pujols transferiert und absolvierte 17 Spiele, in denen er drei Runs, zehn Hits und einen Home Run bei einem Batting Average von .326 verbuchte. Mit den Cardinals erreichte er die Division-Series (Playoff-Viertelfinale) gegen die Los Angeles Dodgers, wo St. Louis – ohne dass er eingesetzt wurde – mit 0-3 unterlag. Im Jahr 2010 spielte sich Freese ins erweiterte Stammteam und verbuchte trotz einer Fußverletzung 70 Spiele (28 Runs, 71 Hits, vier Home Runs, .296). St. Louis schied aber wieder in den Division-Series gegen die Dodgers aus, wiederum ohne dass Freese eingesetzt wurde.
Im Jahr 2011 erlebte Freese seinen Durchbruch. Nach einem durchwachsenen Saisonstart schafften es die Cardinals gerade noch per Wildcard in die Playoffs, schalteten aber nacheinander die Philadelphia Phillies in den Division-Series und die Milwaukee Brewers in den Conference Finals aus. Playoff-Debütant Freese schaffte gegen die Phillies auf Anhieb drei Home Runs und erzielte gegen die Brewers einen Batting Average von .545, schlug drei Home Runs, sieben eigene Runs und neun Runs Batted In. Hierfür wurde er zum Most Valuable Player der League Championship Series gewählt.
In der World Series 2011 gegen die Texas Rangers schlug er in Game 6 im neunten Inning beim Stand von 5-7 mit zwei Läufern auf den Bases, aber auch zwei Outs und zwei Strikes ein Triple, der die Cardinals in die Verlängerung rettete. Im 11. Inning schlug er beim Stand von 9-9 den spielentscheidenden Home Run. In Game 7 schlug er im 1. Inning beim Stand von 0-2 ein Double, durch den die Cardinals ausglichen: dies war sein 21. Playoff-RBI, was neuen MLB-Rekord bedeutete. St. Louis gewann das siebte Spiel mit 6-2, und Freese wurde erst der sechste Spieler, der in demselben Jahr sowohl in der World Series als auch in der National-League-Finalserie zum MVP gewählt wurde.